# حاشیه اقیانوس آرام (فیلم)
حاشیه اقیانوس آرام (به انگلیسی: Pacific Rim) یک فیلم علمی تخیلی هیولایی آمریکایی محصول سال ۲۰۱۳، به کارگردانی گی‌یرمو دل تورو و نویسندگی دل تورو و تراویس بیکام است. در این فیلم بازیگرانی همچون چارلی هونام، ادریس البا، رینکو کیکوچی، چارلی دی، رابرت کازینسکی و ران پرلمن ایفای نقش کرده‌اند. داستان فیلم در سال ۲۰۲۰ رخ می‌دهد، جایی که زمین توسط هیولاهای فضایی کایجو مورد حمله قرار گرفته است. این هیولاهای عظیم به‌وسیلهٔ یک درگاه واقع در کف اقیانوس آرام وارد زمین می‌شدند. برای رویارویی با این هیولاها بشر به فکر ساخت ربات‌هایی غول پیکر به شکل انسان شد، که به‌وسیلهٔ دو خلبان که ذهنشان توسط رشته‌های عصبی به یکدیگر متصل می‌شود، هدایت می‌شدند.
حاشیه اقیانوس آرام در ۱۲ ژوئیه ۲۰۱۳ به صورت سه‌بعدی، ریل‌دی سه‌بعدی، آی‌مکس سه‌بعدی و چهاربعدی در ایالات متحده منتشر شد و عموماً با واکنش‌های مثبتی از سوی منتقدان همراه بود، که عملکرد تیم بازیگری، کارگردانی، داستان، سکانس‌های اکشن، جلوه‌های ویژه، موسیقی متن و سبک نوستالژی آن مورد تحسین قرار گرفت. اگرچه در گیشهٔ ایالات متحده عملکرد ضعیفی داشت، اما در بازارهای دیگر بسیار موفق بود و بدین سبب به فیلمی موفق در فروش گیشه تبدیل شد. این فیلم در مجموع ۴۱۱ میلیون دلار در سراسر جهان فروش داشت، که ۱۱۴ میلیون دلار آن تنها در چین، بزرگترین بازار آن، به دست آمد، در حالی که ۱۹۰ میلیون دلار بودجه ساخت آن بوده است و به موفق‌ترین فیلم دل تورو از نظر تجاری تبدیل شد. این فیلم به عنوان ادای دین به سبک‌های کایجو، مکا و رسانه‌های انیمه در نظر گرفته می‌شود.
گی‌یرمو دل تورو کارگردان فیلم قصد ساخت قسمت دوم این فیلم با عنوان حاشیه اقیانوس آرام: طغیان را نیز داشت که در مارس ۲۰۱۸ توسط یونیورسال پیکچرز اکران شد، اما به موجب تأخیر در ساخت کارگردانی قسمت دوم به استیون اس. ده‌نایت سپرده شد و دل تورو تنها تهیه‌کننده آن شد.

## داستان
داستان فیلم در سال ۲۰۲۰ رخ می‌دهد، جایی که زمین توسط هیولاهای فضایی به نام کایجو مورد حمله قرار گرفته است. این هیولاهای عظیم بوسیلهٔ یک درگاه واقع در کف اقیانوس آرام وارد زمین می‌شدند.
برای رویارویی با این هیولاها بشر به فکر ساخت ربات‌هایی غول‌پیکر به شکل انسان به نام یگر افتاد، که به وسیلهٔ دو خلبان که ذهنشان توسط رشته‌های عصبی به یکدیگر متصل می‌شود، هدایت می‌شدند رالیگ بکت (چارلی هونام) به همراه برادرش از هدایت کننده‌های یگر هستند در یک برخورد با کایجوها آن‌ها متوجه می‌شوند که این کایجو از نمونه‌های قبلی قوی‌تر است و به سادگی از پای در نمی‌آید. طی این درگیری برادر رالیگ بکت کشته می‌شود و او خود را به تنهایی به ساحل می‌رساند و به مدت ۵ سال از کار کناره‌گیری می‌کند، اما پس از مدتی با جهش ژنتیکی کایجوها شکست یگرها ادامه میابد و مقامات تصمیم می‌گیرند پروژه یگر را تعطیل کنند و تنها بودجه محدودی برای مدت کوتاه در اختیار این پروژه قرار می‌دهند.
از همین رو استاکر پنتکاست (ادریس البا) تصمیم می‌گیرد تا گروهی از شایسته‌ترین خلبان‌ها را جمع کند و به کمک آن‌ها حفره کف اقیانوس آرام را که کایجوها از آن وارد می‌شوند را مسدود کند از همین رو دوباره بکت (چارلی هونام) را دعوت به کار می‌کند تا به کمک او یک تیم جدید تشکیل دهید و با چهار یگر باقی‌مانده عملیات را به اتمام برساند در اواسط فیلم دو یگر با نام‌های توفان سرخ و چردو آلفا از پای در می‌آیند و فقط دو یگر بانام‌های خطر جیپسی و استرایکر یورکا باقی می‌مانند استاکر پنتکاست تصمیم می‌گیرد که میلیون‌ها تن مواد منفجره را به همراه دو یگر باقی مانده به شکاف ببرد و آن را مسدود کند که در انتهای فیلم استرایکر مجبور است خودش را منحدم کند تا راه را برای ورود جیبسی به شکاف باز کند و به همین خاطر پنتکاست که درون استرایکر بود کشته می‌شود و حالا امید کل کره زمین به تنها یگر باقی مانده جیپسی است رایلی بکت و ماکو موری خلبان‌های جیپسی پس از دردسرهای فراوان خودرا به درون شکاف می‌رسانند و آنرا منهدم می‌کنند و نژاد بشر بر هیولاهای عظیم‌الجثه پیروز می‌شود.